# Azul y Blanco (coalición)
Azul y Blanco (en hebreo: כחול לבן‎ , Kahol Lavan) es una coalición política centrista israelí, formada en febrero de 2019 por los partidos Hosen L'Israel, Yesh Atid y Télem, y liderada por el exjefe del Estado Mayor del Ejército, Benny Gantz, por el periodista y político Yair Lapid, y por el exministro Moshé Yalón. La coalición concurrió a las elecciones parlamentarias de Israel de abril de 2019 quedando en segunda posición. Posteriormente en las elecciones parlamentarias de Israel de septiembre de 2019 celebradas al no lograrse formar gobierno en abril, la coalición ganó por menos de un punto, el 25.93 % frente al 25.09 % logrado por el Likud liderado por Benjamin Netanyahu y dos escaños de diferencia.
El partido se define como un partido plural que quiere representar toda la ciudadanía tanto en el aspecto político como en el aspecto religioso. El azul y el blanco son los colores nacionales de Israel y los de su bandera, los colores azul y blanco se utilizan de manera coloquial como sinónimo de ciudadano israelí.

## Trayectoria
La coalición se presenta como una alternativa al supuesto autoritarismo del Primer Ministro Benjamín Netanyahu y está encabezada por Benny Gantz, el anterior Ramatcal, el jefe del Estado Mayor del Ejército, por el periodista y político Yair Lapid, y por el exministro Moshé Yalón.
Según el pacto al cual llegaron, en caso de conseguir formar gobierno, Gantz sería primer ministro durante dos años y medio, y después cedería el poder a Lapid durante el año y medio restante del mandato.

### Elecciones legislativas de abril de 2019
En las elecciones legislativas de Israel de abril de 2019 consiguieron 35 escaños, empatando con el Likud del Primer ministro Netanyahu que fue el partido más votado. A pesar del buen resultado, la coalición de gobierno de Benjamín Netanyahu con los partidos religiosos y con la derecha política siguió teniendo mayoría en la Knéset aunque no logró formar gobierno y se convocaron nuevas elecciones.

### Elecciones legislativas de septiembre de 2019
Azul y Blanco en las elecciones legislativas de septiembre de 2019 se situó en primer lugar pero no como ganador claro. Con el 100 % de votos escrutados la coalición ganó por menos de un punto, el 25.95 % frente al 25.10 % logrado por el Likud liderado por Benjamin Netanyahu y dos escaños de diferencia. Benny Gantz rechazó la oferta de formar un gobierno de gran coalición realizada por Netanyahu.

### Elecciones legislativas de 2020
En las elecciones legislativas de 2020 quedó en segunda posición y los mismos 33 escaños que en 2019, pese a haber obtenido más de medio punto respecto a las anteriores elecciones. Respecto a la formación de gobierno se llegó a un acuerdo con Likud (con tres escaños más), en el que Netanyahu mantendría el cargo de primer ministro durante 18 meses, y Gantz los siguientes 18, y que Gantz sería viceprimer ministro del gobierno de Netanyahu y ministro de defensa.

### Elecciones legislativas de 2021
Durante las elecciones de 2021 los partidos Télem y Yesh Atid se salieron de la coalición, desplomandose el partido al sacar de un 26.59% a un 6.63%, y quedando en cuarta posición. No obstante volvió a formar parte del gobierno.

### Elecciones legislativas de 2022
Para las elecciones de 2022 se presentó junto con el partido Tikva Jadashá, bajo una coalición llamada Partido de la Unión Nacional. La coalición alcanzó un 9.08% de los votos y 12 escaños, 7 de los cuales pertenecen a Kajol Lavan.

## Posiciones políticas
La coalición plantea límites de mandato del primer ministro, prohibir que los políticos acusados sirvan en la Knéset, enmendar la ley del estado nación para incluir a las minorías israelíes, limitar el poder del Gran Rabinato de Israel sobre los matrimonios, invertir en educación temprana, ampliar la atención médica y volver a entablar negociaciones con la Autoridad Palestina para un acuerdo de paz.

## Resultados electorales
| Año                | Líder                    | Votos          | %     | Resultado | +/-         | Gob                    |
| ------------------ | ------------------------ | -------------- | ----- | --------- | ----------- | ---------------------- |
| Abril de 2019      | Benny Gantz-Yair Lapid   | 1 125 881 (#2) | 26,11 | 35/120    | Nuevo       | Elecciones anticipadas |
| Septiembre de 2019 | Benny Gantz              | 1 151 214 (#1) | 25,95 | 33/120    | 2           | Elecciones anticipadas |
| 2020               | Benny Gantz              | 1 220 381 (#2) | 26,59 | 33/120    | Sin cambios | Coalición              |
| 2021               | Benny Gantz              | 292 257 (#4)   | 6,63  | 8/120     | 7           | Coalición              |
| 2022               | Benny Gantz-Gideon Sa'ar | 432 376 (#4)   | 9,08  | 7/120     | 1           | Sin gobierno formado   |